# Litoměřice (hradiště)
Litoměřice jsou raně středověké hradiště, které stávalo na Dómském pahorku v Litoměřicích v Ústeckém kraji. Založeno bylo nejspíše v polovině desátého století a v průběhu následujících dvou set let patřilo k nejvýznamnějším centrům hradské soustavy. V jedenáctém století se součástí hradiště stala kapitula u svatého Štěpána.

## Historie
Plošina na Dómském pahorku byla osídlena už v neolitu příslušníky kultury s vypíchanou keramikou a později v době římské. Raně středověké hradiště bylo založeno nejspíše v polovině desátého století a zřejmě už v té době byl jeho součástí kostel svatého Jiří zbořený v roce 1867. Přibližně v letech 1057–1058 byla část hradiště vyčleněna pro knížetem Spytihněvem II. založenou kapitulu u chrámu svatého Štěpána. Hradiště poté představovalo jedno z nejvýznamnějších center přemyslovského státu a jeho funkce později převzalo vrcholně středověké město Litoměřice.

## Stavební podoba
Hradiště bylo postaveno na ploché ostrožně, podél jejíž jižní strany protéká řeka Labe a jejíž severovýchodní strana klesá do údolí Pokratického potoka. Hradby chránily plochu o velikosti pět až sedm hektarů, ale během četných stavebních úprav zcela zanikly. Jejich pozůstatky jsou patrné ještě na plánu města z roku 1742. Archeologickým výzkumem byl z opevnění odkryt pouze pět metrů hluboký příkop na severní straně hradiště v Dómské ulici.
Hlavní brána bývala v místech mezi Svatováclavskou ulicí a Mariánským náměstím. V tomto prostoru a na sousedním Václavském náměstí se nacházelo předhradí. V jihozápadní části pahorku, v místech východně od Svatojiřské ulice a jižně od Rybářského náměstí, bývala akropole s kostelem svatého Jiří a příležitostným knížecím sídlem. Pozůstatkem příkopu akropole by mohla být hluboce zapuštěná Horní Rybářská ulice. Ve druhé polovině jedenáctého století byl na jihovýchodní straně vyčleněn okrsek určený pro kapitulu u románské baziliky svatého Štěpána, později přestavěné v gotickém slohu. Na jejím místě byla postavena barokní katedrála.